# Sillago analis
Sillago analis là một loài cá trong họ cá đục sinh sống ở dọc bờ biển. Chúng sinh sống ở bờ biển bắc Australia vạ hạ Papua New Guinea.
S. analis là một động vật ăn thịt cơ hội, ăn một loạt các động vật giáp xác, giun nhiều tơ và động vật thân mềm, với một quá trình chuyển đổi của chế độ ăn khi chúng trưởng thành. Một khía cạnh khác thường về chế độ ăn uống loài là chúng ăn một lượng lớn loài nhuyễn thể xi phông.